# Iglesia de San Román (Burgos)
La Iglesia de San Román se encontraba en la zona alta de la ciudad de Burgos, cerca del castillo. Fue una importante parroquia con cementerio propio y estuvo relacionada con el Camino de Santiago (habiendo contado con un pequeño hospital para peregrinos, el Hospital de Rocamador). En su origen fue románica, pero cuando fue destruida en el siglo XIX era una construcción gótica.

## Historia
Entre septiembre y octubre de 1812 el castillo fue el centro protagonista del asedio de Burgos dirigido por el duque de Wellington, que tenía su base de operaciones en un palacio situado en Villatoro. Durante este asedio, los franceses volaron la iglesia de San Román, ocupada por el ejército aliado.
Derruido el templo, la parroquia de San Román fue suprimida por el Arzobispado en 1831 y la iglesia de San Pedro y San Felices recibió los libros, muebles y objetos de culto salvados de la misma, destacando un cáliz del siglo XVI y una custodia en plata sobredorada de la misma época y procedencia (ambos depositados actualmente en el Museo del Retablo de Burgos).  Así mismo, la imagen de Nuestra Señora de Rocamador que se expone en el altar mayor de San Pedro y San Felices procede de esta iglesia.
En el Victoria & Albert Museum de Londres se conservan una patena y un cáliz procedentes de este templo.
En 2014 comenzaron las excavaciones y en 2015 se encontraron los primeros restos de esta iglesia, destruida durante la Guerra de la Independencia (concretamente, el 18 de octubre de 1812).